# Врбина
Врбина (словен. Vrbina) — поселення в общині Кршко, Споднєпосавський регіон, Словенія. Висота над рівнем моря: 155,8 м.